# Orlando Lenzen
Orlando Lenzen (* 1999 in Köln) ist ein deutscher Schauspieler.

## Leben
Orlando Lenzen wuchs als Sohn eines Schauspielerehepaars in Köln auf. Sein Vater ist der Kölner Schauspieler Georg Lenzen (* 1966), seine Mutter die Schauspielerin Silke Natho.
Orlando Lenzen stand bereits während der Grundschule für TV-Produktionen vor der Kamera. Im ARD-Film Plötzlich Onkel (2009) war er neben Elena Uhlig und Fritz Karl zu sehen. Im 3. Teil der ARD-Fernsehfilmreihe Alles was recht ist spielte er an der Seite von Michaela May, Sonsee Neu, Aleksandar Jovanovic und Max Herbrechter den kleinen Moritz Dörfler, dessen zwei Väter sich einen erbitterten Sorgerechtsstreit liefern.
Seine ersten Bühnenerfahrungen machte er 2009 am Schauspiel Köln als junger Orest in Karin Henkels Iphigenie-Inszenierung. In der Spielzeit 2012/13 trat er am Schauspiel Köln in Karin Henkels Bühnenfassung des Dostojewski-Romans Der Idiot auf. Auf dem Gymnasium drehte er mehrere Werbespots, u. a. für Milka. In der Spielzeit 2016/17 trat er beim Jungen Düsseldorfer Schauspielhaus als Orlando in Ein Sommernachtstraum auf. Nach seinem Abitur 2017 folgte in der Spielzeit 2017/18 mit »The Queen’s Men« sein zweites Shakespeare-Stück am Düsseldorfer Schauspielhaus.
Lenzen spielte anschließend in Fernsehreihen, in mehreren TV-Serien und einigen Kurzfilmen mit.
In der 4. Staffel der TV-Serie In aller Freundschaft – Die jungen Ärzte (2018) übernahm er eine Episodenhauptrolle als junger Patient, der nach Routinebehandlung plötzlich zusammenbricht, und sich um seine ebenfalls kranke Mutter sorgt. Eine weitere TV-Hauptrolle hatte er in der 14. Staffel der ZDF-Serie Notruf Hafenkante als Jannik Maas, dessen Schwester bei einem illegalen Autorennen getötet wurde, und der nun versucht, seinen Vater (Uwe Bohm) von einem Verbrechen aus Rache abzuhalten.
In der Spielzeit 2019/20 übernahm er am Burgtheater-Studio in Wien in einigen Aufführungen die Rolle des jungen Flüchtlings Rasul in der Produktion Kriegerin nach dem Film von David Wnendt. Im Kölner Tatort: Niemals ohne mich (Erstausstrahlung: März 2020) hatte er eine Nebenrolle als junger Vater, der den Unterhalt für seine Tochter nicht aufbringen kann.
Im Oktober 2017 begann Lenzen ein Studium der Evangelischen Theologie an der Universität Bonn. Von 2020 bis 2024 absolvierte Lenzen ein Schauspielstudium an der Hochschule für Musik und Theater „Felix Mendelssohn Bartholdy“ Leipzig. Er lebt in Köln und Leipzig.

## Filmografie (Auswahl)
- 2009: Plötzlich Onkel (Fernsehfilm)
- 2011: Alles was recht ist – Väter, Töchter, Söhne (Fernsehreihe)
- 2015: Durch die Wildnis – Das Abenteuer deines Lebens (Doku-Serie, Staffel 3 Teneriffa)
- 2017: Wilsberg: Die fünfte Gewalt (Fernsehreihe)
- 2018: Lifelines: Nutze den Tag (Fernsehserie, eine Folge)
- 2018: In aller Freundschaft – Die jungen Ärzte: Große und kleine Helden (Fernsehserie, eine Folge)
- 2018: SOKO Köln: Kinder aus gutem Hause (Fernsehserie, eine Folge)
- 2019: Club der roten Bänder – Wie alles begann (Kinofilm)
- 2019: Notruf Hafenkante: Vier Stunden Luft (Fernsehserie, eine Folge)
- 2020: Tatort: Niemals ohne mich (Fernsehreihe)
- 2021: WaPo Bodensee: Geld oder Tod (Fernsehserie, eine Folge)
- 2024: Draussen brennt’s (Kinofilm)